# Northover
Northover är en ort i civil parish Ilchester, i enhetskommunen Somerset, i grevskapet Somerset, i England. Northover var en civil parish fram till 1933 när blev den en del av Ilchester. Civil parish hade 67 invånare år 1931. Byn nämndes i Domedagsboken (Domesday Book) år 1086, och kallades då aecclesiam Sancti Andreae/aecclesiam Sancti Andree de Givelcestre.